# Panathīnaïkos Athlītikos Omilos 2015-2016
Questa voce raccoglie le informazioni riguardanti il Panathīnaïkos Athlītikos Omilos nelle competizioni ufficiali della stagione 2015-2016.

## Rosa
Aggiornata al 27 febbraio 2016.
In corsivo i calciatori che hanno lasciato il club nel corso della stagione.
| N. |                        | Ruolo | Calciatore            |
| -- | ---------------------- | ----- | --------------------- |
| 1  | Grecia (bandiera)      | P     | Stefanos Kotsolīs     |
| 2  | Ghana (bandiera)       | C     | Michael Essien        |
| 3  | Grecia (bandiera)      | D     | Diamantīs Chouchoumīs |
| 4  | Grecia (bandiera)      | D     | Giorgos Koutroubis    |
| 5  | Argentina (bandiera)   | C     | Sebastián Leto        |
| 6  | Algeria (bandiera)     | C     | Mehdi Abeid           |
| 7  | Belgio (bandiera)      | A     | Viktōr Klōnaridīs     |
| 8  | Grecia (bandiera)      | C     | Anastasios Lagos      |
| 9  | Svezia (bandiera)      | A     | Marcus Berg           |
| 10 | Portogallo (bandiera)  | C     | Zeca                  |
| 11 | Germania (bandiera)    | D     | Jens Wemmer           |
| 12 | Grecia (bandiera)      | D     | Nikos Marinakīs       |
| 15 | Inghilterra (bandiera) | P     | Luke Steele           |
| 16 | Grecia (bandiera)      | C     | Vasilīs Aggelopoulos  |
| 17 | Finlandia (bandiera)   | C     | Robin Lod             |
| 19 | Argentina (bandiera)   | C     | Lucas Villafáñez      |
| 20 | Grecia (bandiera)      | D     | Efstathios Tavlaridis |

| N. |                      | Ruolo | Calciatore             |  |
| -- | -------------------- | ----- | ---------------------- |  |
| 21 | Spagna (bandiera)    | D     | Nano                   |  |
| 23 | Grecia (bandiera)    | C     | Nikos Kaltsas          |  |
| 24 | Spagna (bandiera)    | D     | Sergio Sánchez Ortega  |  |
| 25 | Danimarca (bandiera) | D     | Rasmus Thelander       |  |
| 27 | Italia (bandiera)    | D     | Giandomenico Mesto     |  |
| 29 | Grecia (bandiera)    | A     | Sōtīrīs Ninīs          |  |
| 30 | Camerun (bandiera)   | C     | Olivier Boumal         |  |
| 31 | Brasile (bandiera)   | D     | Rodrigo Moledo         |  |
| 32 | Croazia (bandiera)   | C     | Danijel Pranjić        |  |
| 33 | Croazia (bandiera)   | A     | Mladen Petrić          |  |
| 34 | Grecia (bandiera)    | C     | Paschalīs Staikos      |  |
| 36 | Grecia (bandiera)    | A     | Lazaros Lamprou        |  |
| 45 | Grecia (bandiera)    | P     | Nikos Giannakopoulos   |  |
| 61 | Grecia (bandiera)    | P     | Kōnstantinos Kotsarīs  |  |
| 71 | Germania (bandiera)  | A     | Panagiōtīs Vlachodīmos |  |
| 77 | Brasile (bandiera)   | A     | Yuri Mamute            |  |
| 95 | Brasile (bandiera)   | C     | Lucas Evangelista      |  |
| 99 | Germania (bandiera)  | P     | Odisseas Vlachodimos   |  |

## Staff tecnico
- Allenatore:  Andrea Stramaccioni
- Vice allenatore:  Roberto Muzzi
- Vice allenatore:  Steve Rutter
- Vice allenatore:  David Mendes da Silva
- Preparatore dei portieri:  Vaggelis Lappas
- Preparatore atletico: Federico Pannoncini
- Preparatore atletico: Youssef Vos
- Coordinatore vivaio: Henk Herder
- Direttore settore giovanile: Giannīs Samaras
- Direttore tecnico:  Leonidas Vokolos
- Direttore reparto professionale:  Takis Fyssas
- Osservatore:  Juan Ramón Rocha